# Infraröd målsökare
Infraröd målsökare (IR-målsökare) är en passiv typ av målsökare för robotvapen (då kallad IR-robot) som använder utsändningen av infraröd strålning från mål, såsom hettan av motorer, för att spåra (hitta) och låsa (följa) detta oavbrutet. Av detta kallas IR-robotar ibland för värmesökande robotar.
IR-sökaren är länkad till en måldator i roboten som använder sökarens målinformationen för att räkna ut hur roboten ska styras för att träffa målet. För att kontra IR-målsökare förekommer motmedel i form av facklor, små utskjutbara pyrotekniska patroner som ska härma målets IR-profil och på så vis avleda roboten från målets bana. IR-målsökare kräver även ofta ett kylaggregat i roboten eller robotbalken för att hålla sig kall nog att inte bländas av sin egen värme.
IR-målsökare är mycket vanlig bland mindre jaktrobotar och luftvärnsrobotar.